# ポンテシティアパート
座標: 南緯26度11分26秒 東経28度3分25.5秒 / 南緯26.19056度 東経28.057083度
ポンテシティアパート（英語: Ponte City Apartments）は、南アフリカ共和国ハウテン州ヨハネスブルグ市都市圏F区のヒルブロウ地区にある超高層マンション。通称、「ポンテタワー」。

## 概要

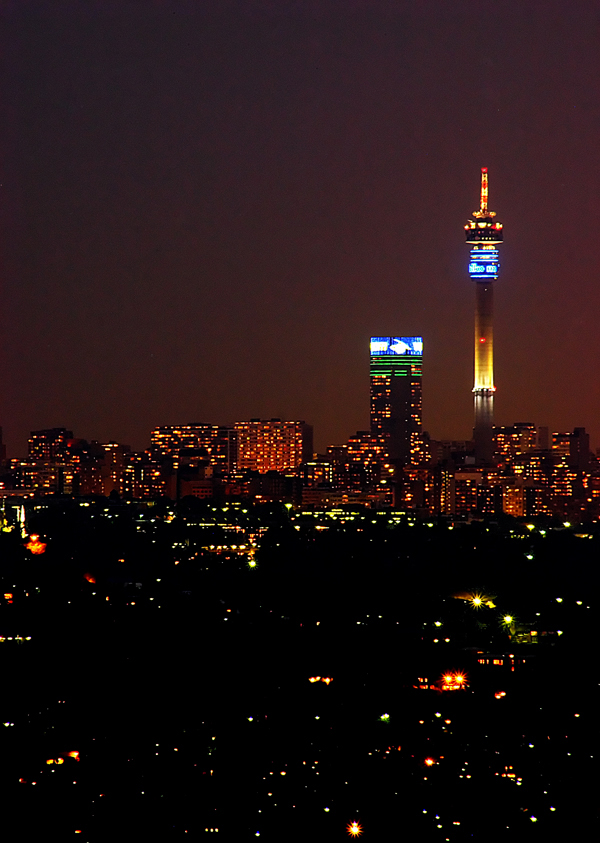
ポンテシティアパート（左）とヒルブロウタワー（右）

サラトガ通りとハロウ・ロードの交差側に面し、173m、54階建てで、住居用ビルとしてはアフリカ最高の高さを誇る。またアフリカで最初の円柱形の高層ビルでもある。中央の空洞部分は『コア』と呼ばれている。ヨハネスブルグを見渡す絶好の位置にある。ビル上部の広告は、南半球で最大かつ最高層に位置するものである。
1975年に建造された。主設計者はMannie Feldmanで、Manfred HermerおよびRodney Grosskopfらとチームを組んで設計した。かつては白人富裕層の象徴とまで言われたが、アパルトヘイト終了後の1990年代に治安が荒廃。ギャングが侵入し、かつての住民はほとんどが退去してしまい、コア部分は5階までゴミで埋まるなど、ヒルブロウ地区の犯罪の象徴となってしまった。1990年代中頃には刑務所にするという計画もあったが、1999年に管理会社が変わり、セキュリティーは改善されている。
2007年5月、所有者が変更されて、467の居住・商業エリアに改修するとともに周辺地域の開発もあわせて行う再開発計画が公表された。しかし世界金融危機の影響で資金提供が得られなくなり、再開発計画は中止となった。
周囲の治安状況の改善と共に住民が戻っているものの、設備の老朽化による事故が発生しゴミの撤去も完了していなかったが、現在はほとんど完了している。

## 関連作品
- ドキュメンタリー『デンジャーゾーン！潜入マル秘ルポ2』シリーズ 『世界の犯罪首都 ヨハネスブルグ』（ナショナルジオグラフィックチャンネル） - アパルトヘイト撤回後、ポンテシティアパートが急激にスラム化する過程、及び再開発される様子を採り上げている。
- チャッピー (映画) - 2015年に公開されたアメリカ合衆国のSF・アクション映画。監督と脚本はニール・ブロムカンプ、主演はシャールト・コプリー。作中では地元ギャングが集う建物として登場。